# ブレイジング・リズム
ブレイジング・リズム(Blazing Rhythms)は、東京ディズニーランドで開催されたスペシャルイベントである。

## 概要

### 開催期間
- 2003年7月1日～9月19日（20周年アニバーサリー開催期間中）
- 2004年7月17日～8月31日
- 2005年1月1日
- 2005年7月1日～8月31日

毎年内容は少しずつ異なる。

### ブレイジング・リズム
ブレイジング・リズム (Blazing Rhythms)は東京ディズニーランド20thアニバーサリー開催期間中である2003年7月17日～9月19日に行われた。正式名称は「20周年記念 ブレイジング・リズム」。
フロートはDispatch1(ファンタジーランドのホーンテッドマンションとクイーン・オブ・ハートのバンケットホールの間)を出発。プラザにてショーモードを行い、その後Dispatch2(トゥーンタウンのギャグファクトリー/ファイブ・アンド・ダイム横)へと進んでいく。
ショーモードはシンデレラ城前にあるプラザで行われ、フロートが停止したあとダンスタイムに入る。ゲストはダンスタイムになり次第、パレードルートにて、ショーモードの音楽に合わせ踊りながらプラザを一周する。ダンスタイムの前には振り付けのレクチャーがある。
パレードモード、ショーモードで使用された楽曲については下記参照。

### ブレイジング・リズム2004
ブレイジング・リズム2004(Blazing Rhythms 2004)は2004年7月17日～8月31日に開催された。
2003年版との違いとして、2003年版のショーモードはプラザのみだったが、2004年版はファンタジーランド～ウエスタンランド、プラザ、トゥモローランド～トゥーンタウンの3箇所で停止し、ショーモードを行うようになった。
また、ミッキーが2003年版ではキャッスルフォアコート・ステージに登場していたが、2004年版ではフロートに乗って登場するようになった。
曲もパレードモード以外の曲は新たな曲に変更された。曲目については下記参照。また、プラザでのダンスタイムは2003年版ではプラザ一周だったが、2004年版は自分に一番近いフロートの周りを一周になった。そのため、ダンスタイムは多少短くなっている。その他に、クライマックスで上がる花火（パイロ）も2倍以上になった。
キャッスルフォアコート・ステージでショーモードを行っている時間に、プルートとチップ＆デール、ターザンとタークの乗るフロート、ダンサー、ホセ・キャリオカ、パンチート、ビッグバッドウルフといったキャラクターがトゥーンタウン側からトゥモローランド方面へとパレードを行っていた。ターザンの乗るフロートとホセ・キャリオカ、パンチート、ビッグバッドウルフはプラザには入らないため、トゥーンタウンかトゥモローランドのパレードルートでないと見ることは出来なかった。

### ブレイジング・リズム New Year 2005
2005年1月1日午前4時30分から開催された、新年を祝うブレイジングリズム。
基本的な構成は2004年と同じ。

### ブレイジング・リズム2005
ブレイジング・リズム2005(Blazing Rhythms 2005)は2005年7月1日～8月31日に開催された。
基本的な構成は2004年版と同じだが、プラザでのダンスタイムの曲が2003年版で使用された「フィエスタ!」に変更された。トゥモローランド～トゥーンタウンの曲は新曲に変更された。また、イベントが始まる15分前に、マナーなどの注意を促すアナウンスが流れるようになった。それ以外では、ほぼ2004年版と同じである。
キャッスルフォアコート・ステージでショーモードを行っている時間に、ターザンとタークの乗るフロート、ポカホンタスとミーコの乗るフロート、ダンサー、ホセ・キャリオカ,パンチート,ビッグバッドウルフといったキャラクターがトゥーンタウン側からトゥモローランド方面へとパレードを行っていた。

## 使用楽曲

### 2003年

#### パレードモード
- ダンス・ユア・ハート・アウェイ (Dance Your Heart Away)

#### ショーモード
- フィエスタ! (i Fiesta !)

### 2004年

#### パレードモード
- ダンス・ユア・ハート・アウェイ (Dance Your Heart Away)

#### ショーモード（ファンタジーランド～ウエスタンランド）
- ライト・アップ・ザ・スカイ (Light Up the Sky)

#### ショーモード（プラザ）
- アリーバ!アリーバ! (Arriba! Arriba!)

#### ショーモード（トゥモローランド～トゥーンタウン）
- ダンス・ユア・ハート・アウェイ (Dance Your Heart Away)

### 2005年

#### パレードモード
- ダンス・ユア・ハート・アウェイ (Dance Your Heart Away)

#### ショーモード（ファンタジーランド～ウエスタンランド）
- ライト・アップ・ザ・スカイ (Light Up the Sky)

#### ショーモード（プラザ）
- フィエスタ! (i Fiesta !)

#### ショーモード（トゥモローランド～トゥーンタウン）
- ベンベレ (Bembele)